# 古希臘少年愛

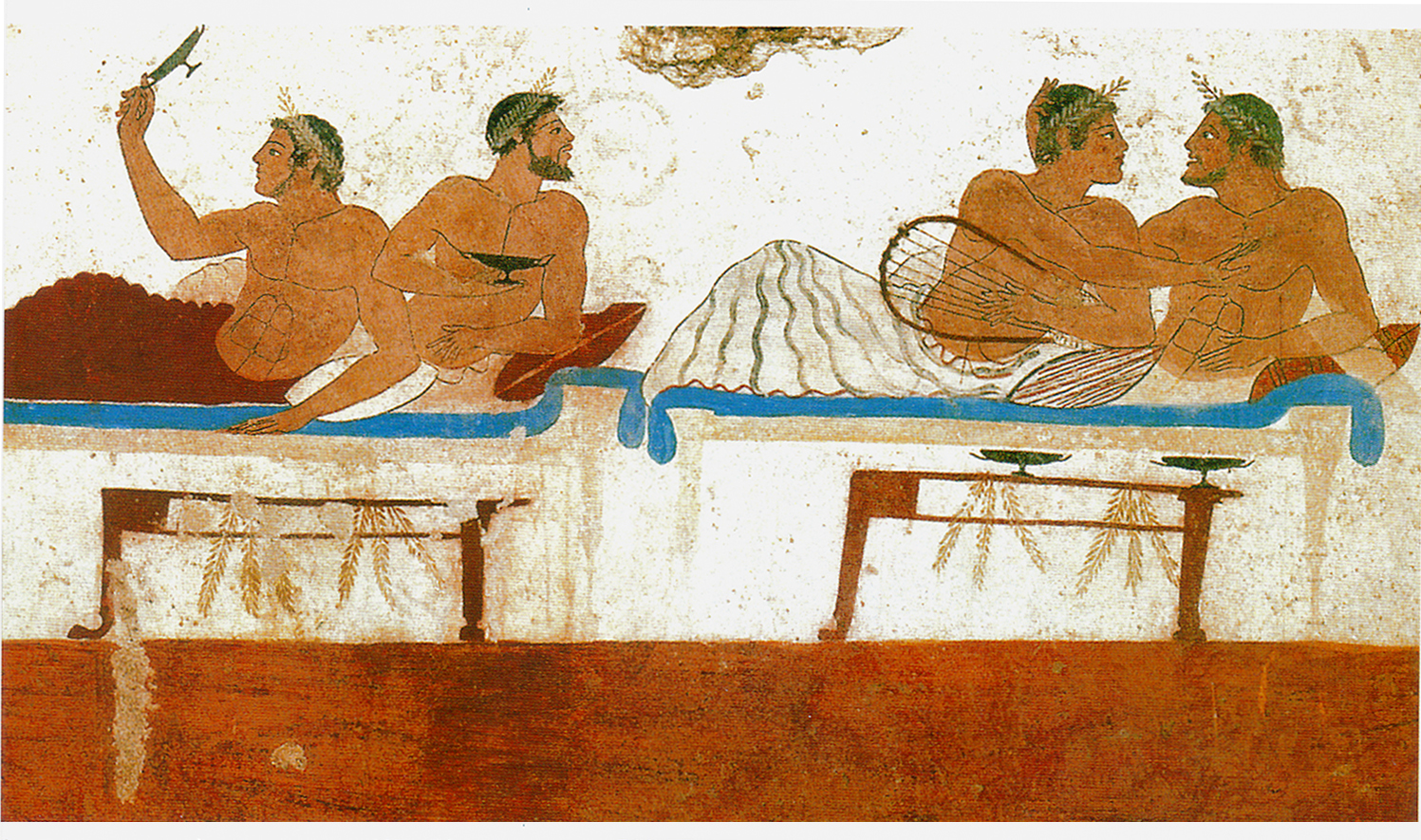
位于时为古希腊殖民地的意大利帕埃斯图姆（Paestum）墓室内的古希腊少年愛壁画

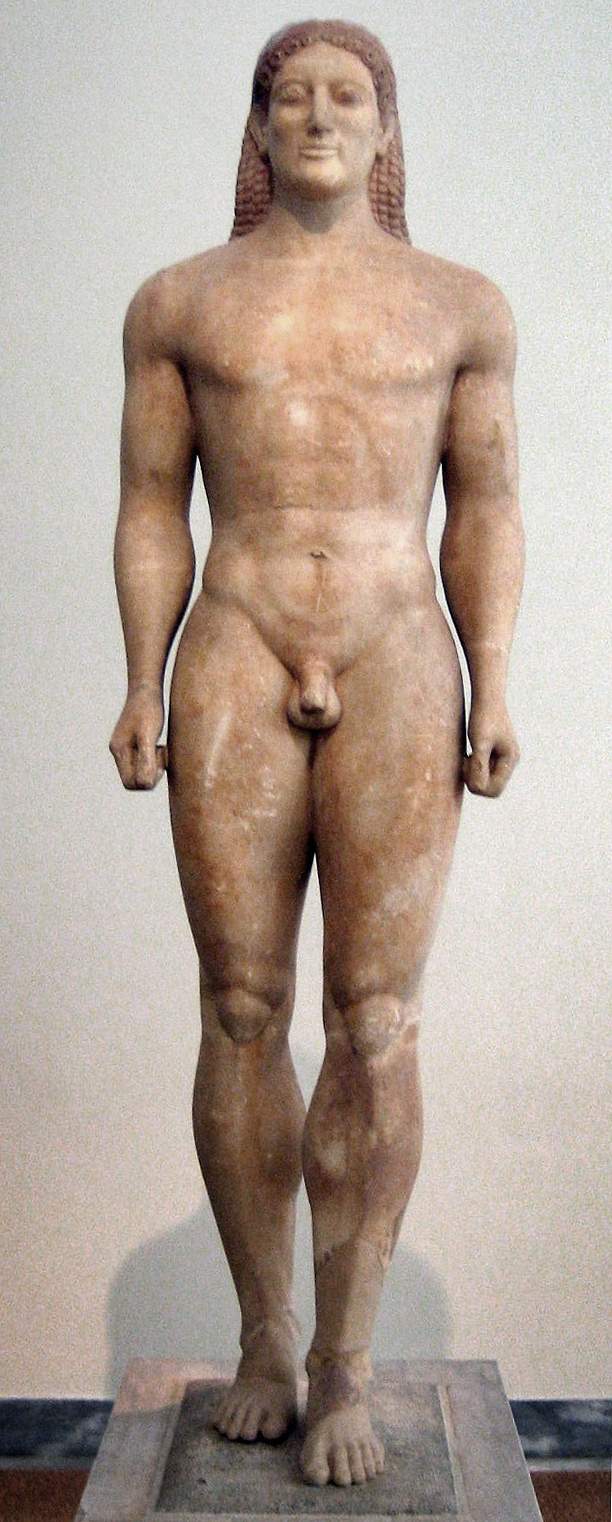
青年雕像，古希臘時代被理想化的青年形象。公元前530年作品。

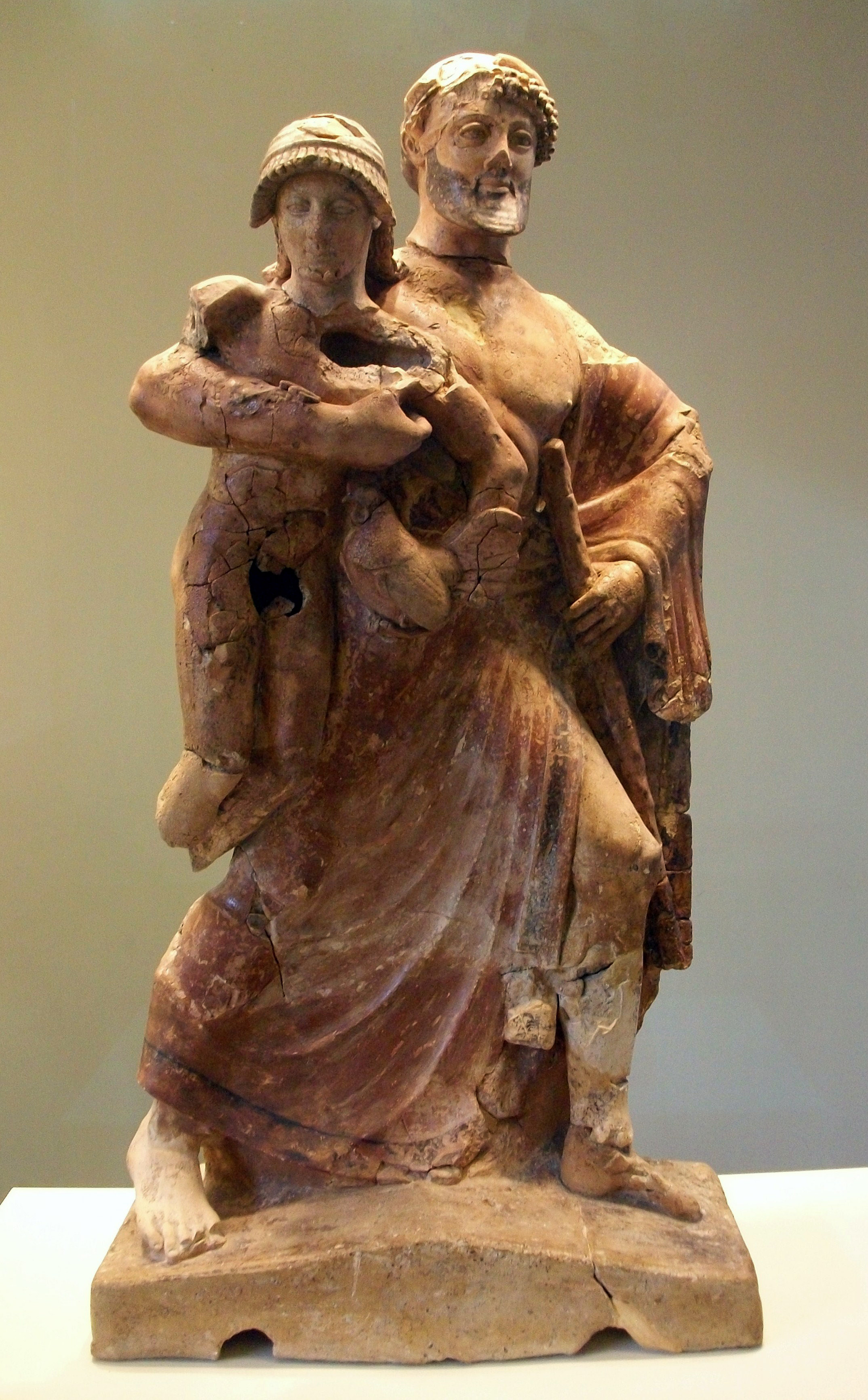
宙斯拐帶伽倪墨得斯。（公元前五世紀雕塑作品）

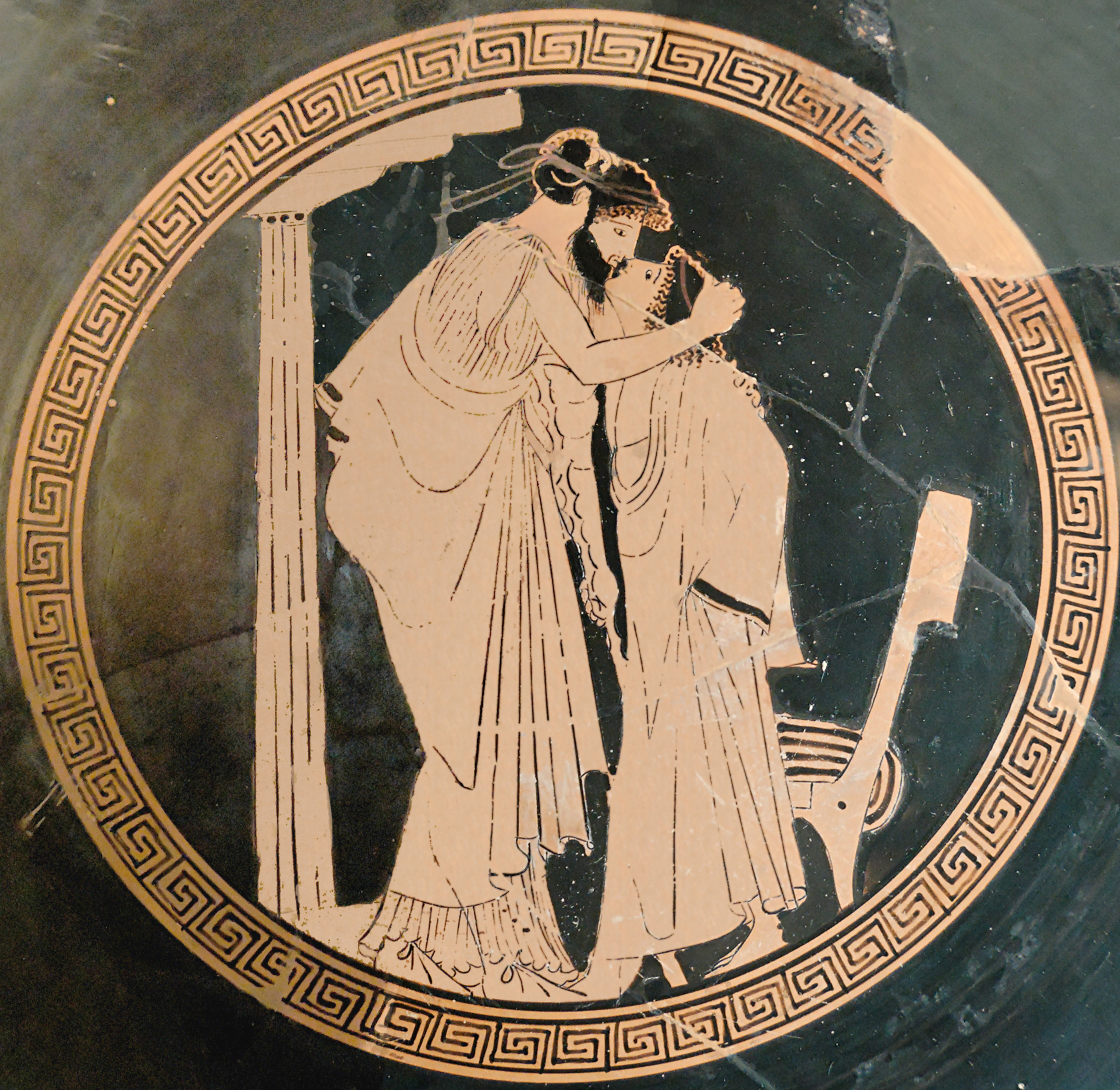
雅典高腳淺酒杯上所描繪的愛者與被愛者之間的親吻。大約製作于公元前五世紀。

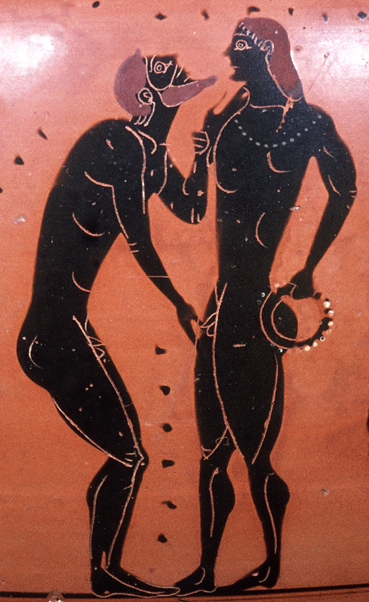
一個鬍鬚男子在一個傳統的少年愛求愛儀式中向一個年輕男子展示“上上下下”，他的一隻手愛撫著年輕男子的生殖器，而另一隻手則撫摸著年輕男子的下巴並看著他的眼睛。 雅典双耳细颈瓶，大約製作於公元前五世紀。

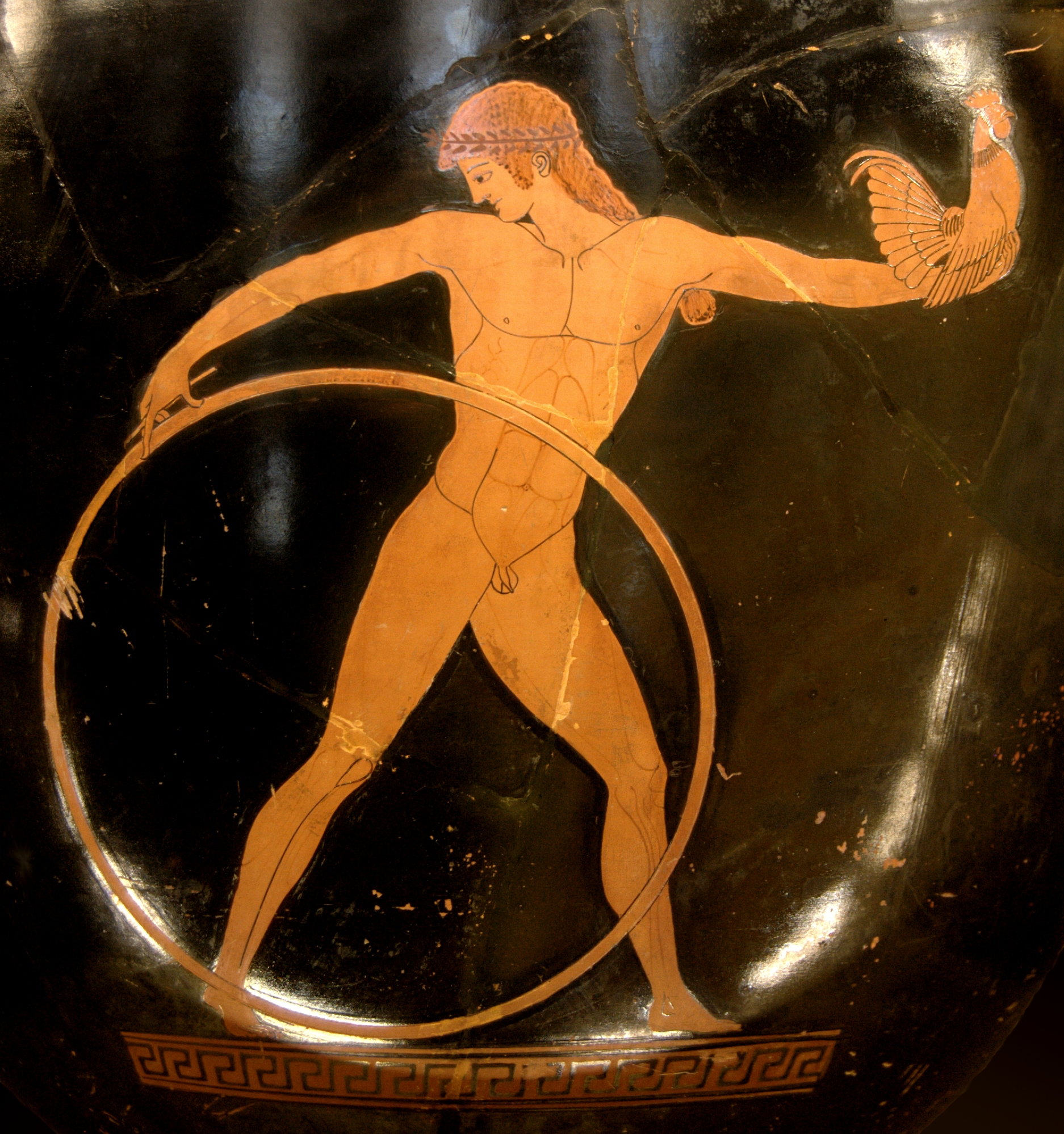
伽倪墨得斯一手滚动着呼啦圈，另一只手上拿着宙斯送给他的爱的礼物，一只小公鸡。该幅图被发现在公元前500年至490年制作的雅典紅彩陶器上。

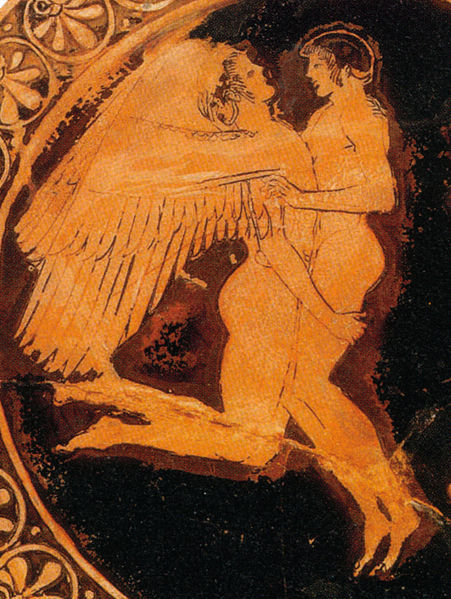
西風神泽费罗斯和雅辛托斯，後者是斯巴達地區的少年愛守護者。在塔奎尼亚發現的約公元前500年到490年製作的雅典紅彩陶器。

古希臘少年愛是古希臘時代被當時社會所公開承認的一種社會關係，通常是由一名成年男性和一名青少年組建而成。 這種關係存在於古希臘古風時代和古典希臘時代。 一些學者找到這種關係的儀式起源於克里特島，這種儀式被認為是進入古希臘軍事生活和宙斯宗教的入門儀式。
少年愛這一習俗在古希臘的文化和哲學中是具有理想化和批判性的， 這一習俗並沒有在《荷馬史詩》中得到體現，它似乎在公元前7世紀前後發展成為古希臘同性社會文化中的一部份。 它的表現特點為：藝術表演和體育比賽中的裸體習俗、貴族階級的晚婚習俗、交際沙龍和女性的隱居深閨。 少年愛在古希臘的影響十分巨大，以至於成為“自由公民相處關係中的一種文化模式”。
學者們認為按照當時各地的風俗和個人的傾向，這種關係中性行為的角色和程度也會有所不同。 在現代英語詞彙中，“Pederasty”通常暗示著未成年人的性虐待行為。但是在當時的雅典法律中，承認“自願”，但不認為“年齡”是規範性行為的重要因素。 正如研究古典希臘時代的史學家羅賓·奧斯本（Robin Osborne）所指出的那樣，用21世紀的道德規範檢視歷史上的少年愛現象，過於簡化問題的複雜性。
|  | 歷史學家的工作在於使人們注意到希臘世界中文學和藝術背後的個人、社會、政治乃至道德問題，同時也在於視人們注意到少年愛及其他一切也是古希臘光榮文化的一部份……歷史學家工作的核心價值觀在於質疑，而不是去證實。 |

## 相關術語
在希臘語中，是一個陰性抽象名詞，由變化而來。而則是由（希臘語“孩子”的意思）和（釋義見下文）組合而成。 雖然這個詞彙代表“孩子”的時候並不區分其性別，但是根據亨利·利德爾和Robert Scott所著的《希英詞典》的定義，作為名詞表示“男孩們的愛”，作為動詞則表示“成為男孩的愛人”。
自從（肯尼斯·丹佛）的經典著作《希臘同性戀》出版以來，“erastês”（愛者）和“erômenos”（被愛者）就成了古希臘少年愛（paiderastia）性愛角色的標準稱呼。 這兩個詞源於希臘語的動詞詞根“erô”和“erân”（均有“去愛”的含義），其含義可以參見厄洛斯（Eros）。在丹佛嚴格的二分法中，“erastês（愛者）”被視為關係中年長的一方，他通常處於性愛的主動或主導地位； 而“erômenos（被愛者）”則是關係中年輕的一方，他通常處於性愛的被動或從屬地位。需要指出的是，“erômenos”與“paiderastês”不同，後者往往表示一種貶義的“男孩情人”的含義。 另外，“erastês（愛者）”的年齡一般也就是二十出頭而已， 因此“erastês（愛者）”和“erômenos（被愛者）”之間的年齡差距並不是很大。
“被愛者”也被稱為“孩子”， 他們是未來的公民并應予以指導，而不是“滿足性慾的對象”。 這個詞語可以理解為父母對自己孩子的愛稱，莎孚的诗歌表明這個稱呼僅僅是因為年齡的差異而已。 大部份的藝術作品和文學作品表明，“被愛者”的年齡介於13歲到20歲之間，個別案例中有到30歲。眾多證據表明一個標準的“被愛者”往往是一個即將開始接受軍事訓練的年輕貴族， 也就是說他們的年齡應該是在15歲到17歲之間。 作為一個生理成熟的標誌，“被愛者”可能與年長的“愛者”一樣高，甚至更高。同時他們面部可能已經長出了毛髮。
在詩歌和哲學文化中，“被愛者”往往是一個理想化的青年男性。例如古典希臘文化時代的青年雕塑）。 瑪莎·努斯鮑姆在其著作《脆弱的慈悲》中，也提出了她對“被愛者”的定義：
|  | 一個宛若天成的美麗尤物。他明白自己的魅力，因而會對那些渴求他身體的男人表現出冷漠和自私，而對那些欣賞自己的男性則會表示溫柔和欣賞。他對“愛者”的善意表示讚賞，對他們的幫助表示感謝。他會同意“愛者”用溫柔地撫摸表達他的愛意；而他自己則是那樣嫺靜……通過這個“被愛者”的內心獨白，我們可以想像，“被愛者”有著自己的自尊，他們雖然渴望卻不會貪婪，他們不願自己的秘密被看穿卻又渴望瞭解對方的小秘密，仿佛行走在人間的神祇。 |

雖然丹佛一直強調“愛者”與“被愛者”的區別就是他們在性愛中的地位，  但是後來的學者都傾向於用更多元化的行為來解釋那些體現古希臘少年愛價值觀和習俗的作品。雖然古希臘作者在少年愛作品中使用“愛者”和“被愛者”，但是並不是對其社會關係中的地位進行定義。這一點和現代的同性戀或異性戀伴侶有相似之處。

## 習俗起源
少年愛在古希臘歷史晚期忽然突顯出來，一枚在克里特島被發現的約公元前650年到625年製作的黃銅牌匾是迄今有關該習俗的最古老記錄。而在接下來的一個世紀里，有關該習俗的記錄在古希臘各地的歷史文獻中被發現，因此有人猜測少年愛這一習俗在希臘的確立應該是公元前五世紀左右。
克里特少年愛作為一種正規的社會制度似乎是以一個啟動儀式為基礎，而這個啟動儀式中涉及了一些誘拐行為。年長的愛者選擇被愛者，為被愛者選擇朋友，趕走他身邊的仰慕者，帶他進入正式的社交場合。被愛者如果接受愛者的禮物，則需要與他以朋友的身份共同生活兩個月。期間他們會前往鄉村狩獵和舉辦宴會。而在這段時間即將結束的時候，愛者將為被愛者送上三件有特別含義的禮物：軍裝、牛和水杯。當然，伴隨這三件禮物還有其他一些昂貴的禮物。回到城市之後，被愛者將要這頭牛獻祭給宙斯，并邀請他的朋友來參加這個宴會。而那件軍裝則象徵著被愛者開始進入成年人的世界，將要去建立屬於他自己的豐功偉業。而水杯則象徵了宙斯和他的侍童伽倪墨得斯之間的故事。因而整個過程代表了克裡特少年愛習俗是符合神話傳說的。

## 社會學觀點
“愛者-被愛者”關係在古希臘社會和教育系統中發揮了重要作用，其自身複雜的礼仪是當時上層階級之間的一項重要的社會制度。 此時的少年愛已經被理解為一種教育方式， 從阿里斯托芬到品达（Pindar）的古希臘作家都認為，少年愛是从貴族教育制度里自然产生的。 總的來說，古希臘文學中所描述的少年愛是古希臘自由公民的一種社會制度，被視為一種二元的師生關係。“少年愛作為男性成年的一部份，在古希臘得到了廣泛的承認，即便它的作用仍有爭議。”
在克里特島，為了求愛而發生的劫持行為是被容許的，被劫持者的父親也不得不接受這樣的關係。其中在雅典，蘇格拉底在色诺芬的沙龍上宣稱，“對於一個理想的愛者來說，他父親無法干涉這個男孩的行为。” 而古希臘的父親們為了保護兒子不被引誘，他們會任命一些奴隸為“教育者”，以便保護孩子。然而根據埃斯基涅斯（Aeschines）的作品所述，雅典城的父親們都在祈禱兒子們是英俊和充滿魅力的，同時也希望兒子們能充分明白自己將成為雅典其他成年男性所追求的對象，乃至成為“求偶決鬥的對象”。
古希臘男孩進入到“愛者-被愛者”關係的年齡範圍和古希臘女孩進入婚姻的年齡差不多，而男孩們在成年後會和女孩結婚並成為她們的丈夫。古希臘的男孩們可以自由選擇和決定自己的伴侶；而古希臘的女孩的婚姻則被自己的父親和求婚者控制，他們會根據經濟和政治上的原因考量這次聯姻。 被愛者與愛者之間的伴侶關係也會為被愛者及其家庭帶來好處，例如，会丰富被愛者的社交關係。因此當時的社會也認可一個年輕人擁有多個愛慕者或導師，也許這些導師或愛好者並非那種本質上的“愛者”。通常情況下，愛者和被愛者之間的性關係會在被愛者結婚後結束，但是他們之間的密切關係卻會伴隨終身。不過對於一些愛者來說，他們會依然和婚後的被愛者保持性關係，用古希臘的俚語說便是，“既然你能舉起一頭小牛，你自然能舉起一頭大牛。”
少年愛是同性戀中一種比較理想化的表现形式。當時也有一些不理想的表現形式，例如：男童性奴和賣淫。青年自由公民間的有償性行為是被禁止的。一旦有青年自由公民提供有償的性服務，他們將會被社會嘲笑，同時他們在成年後將被剝奪一些公民權利。
即使少年愛在古希臘是合法的，但当时這種關係也有許多失敗案例。根據《腓力二世之死》一書所描寫，當時許多男孩表示他們“最恨之人往往曾是自己的‘愛者’”。同樣的，在克里特島，被愛者有權宣告他們之間的關係是否合宜，只要有任何暴力行為，被愛者都可以隨時宣佈終止這段關係。

## 政治學觀點
即便是如少年愛這樣被當時習俗所容許的同性性行為也是可以傷害到公眾人物的聲譽。例如公元前346年，當時的雅典出現了一本名為《反對提爾馬科斯的演講》中，雅典政客埃斯基涅斯（Aeschines）就明確反對另一位經驗豐富的中年政客提爾馬科斯（Timarchus）進一步升遷，理由是提爾馬科斯在年輕的時候曾經當過一個富裕男人的“被愛者”。埃斯基涅斯贏得了他期待的職位，而提爾馬科斯則喪失了他的“公民權”（Atimia）。不過埃斯基涅斯也承認自己會和美麗的男孩調情，並為他們寫下露骨的情詩。他同時也承認這些事給他帶來了一些不利影響，但是他也同時強調這中間並不涉及金錢。
相較之下，保萨尼亚斯（Pausanias）在柏拉圖研討會上表示，少年愛是一種有利於民主而不利於專制的習俗，因為“愛者”與“被愛者”之間的關係遠遠比被統治者與獨裁者之間的關係牢靠。 阿特纳奥斯（Athenaeus）說：“耶罗尼米斯說，風華正茂的男孩們團結到一起相互呵護并推翻暴政，这种男孩之间的爱是一种时尚。”他還就此舉了幾個例子。 而另一些人，比如亞里士多德認為少年愛是一種計畫生育手段，克里特島鼓勵人們將性欲轉移到非生殖領域，這樣可以降低人口的出生比例：
|  | 立法者提出了許多明智舉措，在明面上想辦法隔離了女性，這使得男性們不得不考慮與同性結合的可能性。 |

## 哲學觀點
苏格拉底與阿爾巴德斯之間的愛情就以回報遠比付出多而成為純潔少年愛的經典例子。在蘇格拉底與柏拉圖的對話錄《斐德罗》中寫到：
|  | 就我所知，對於一個年輕人的最大祝福莫過於希望他能長大的時候有一名品德高尚的年長者相伴，而對於年長者的最大祝福則是希望他能遇到一個愛他的年輕人。我認同這樣的原則，愛並非基於血緣、地位或財富而發生。我說什麼？榮譽感？這不是任何一個國家或個人能完成的偉大工作…… |

柏拉圖在他的著作《法义》中指責少年愛導致社會的內亂並促使人們陷入混亂，因而他提議禁止成年人與青少年發生性行為。

## 藝術表現
希臘花瓶畫是現代學者研究古希臘少年愛的一個主要來源。大約數百枚雅典黑彩花瓶上描繪了古希臘少年愛場景。 20世紀初，約翰·畢茲萊（John Beazley）認為現存主要有三類“古希臘少年愛”花瓶：
1. “愛者”與“被愛者”面對面站好，愛者屈膝，一隻手愛撫被愛者的生殖器，而另一隻手則撫摸被愛者的下巴；
2. “愛者”向“被愛者”展示他的禮物，有時這個禮物是一隻小動物；
3. “愛者”與“被愛者”站立並進行股间性爱。[46]

某些傳統的愛者給於的禮物有助於理解少年愛中的一些隱喻，例如常見的動物禮物是野兔和公雞，但若“愛者”提供的動物禮物是鹿或貓科動物，則在暗示“愛者”的身份是一個愛好狩獵的貴族，這有可能成為追求“被愛者”的一個有利因素。
這些作品中一些元素引發了有關“古希臘少年愛”中“愛者”與“被愛者”性愛生活是否和諧的討論。在這些作品中，年輕的“被愛者”的陰莖從來不會被描繪成勃起狀態，他的陰莖“處於疲軟狀態，即使在某些情況下，要讓這些健康青少年的陰莖興奮起來也是一件慎之又慎的事情”。 愛撫年輕“被愛者”的陰莖是此類花瓶畫中描繪求愛題材中的一個非常常見的場景，這樣的舉動可以參看阿裏斯托芬的喜劇作品《鳥》（劇本第142行）。不過有一些花瓶畫確實反映了年輕“被愛者”的性反應，這促使一些學者懷疑，“什麼促使這些‘愛者’通過觀看‘被愛者’的生殖器在他們的手淫下勃起並進而使自己感到愉悅呢？”
一些研究花瓶畫年代變化的學者發現，整個古希臘在對待“被愛者”的審美觀也是變化的。在大約公元前6世紀的時候，“被愛者”通常是一個年輕的留有鬍鬚和長頭髮的男性，他有著成年人的身高和體形，通常是裸體；而從公元前5世紀開始，“被愛者”的形象變得越來越小，而且體形也越來也纖細，身體上通常沒有體毛，並且他的身邊還經常搭配一個女孩。不過有關這個場景的變化和當時社會風俗之間的聯繫，目前暫時還沒有定論。

## 性愛特徵
通過花瓶上的繪畫以及一首迷戀被愛者那充滿魅力的大腿的詩歌， 現代人可以瞭解到在古希臘時期，少年愛之間的性行為主要是股间性爱。 為了維護自己的尊嚴和榮譽，愛者會限制那些渴望自己被愛者的男人以任何形式觸碰到他的大腿之間。
肛交在古希臘少年愛的描寫中比較少見，但並非沒有。但是相關的考古證據不是不夠明確就是並非直接證明。但是有些花瓶上會顯示這樣的場景：愛者坐在那，而他的陰莖則處於勃起狀態；而被愛者則靠近或趴在他的腿上。這些類似的場景也在一些異性戀花瓶畫上有見到過。 除了一些個人喜好問題之外，肛交也在當時的社會文化中被視為不光彩或可恥的。 一則伊索寓言告誡眾人，如果不按照愛神的規定的路線而從後面進入別人的身體是可恥的。哪怕這樣的事情只發生一次，那麼屬於他們之間的愛情就會消失掉。 口交在描述中同樣不常見，或並非直接描寫。按照現有的史料，肛交和口交似乎是古希臘自由公民和奴隸或男妓才會發生的行為。
丹佛教授堅持認為被愛者在那個時代不會對愛者提出的性需求感到怯弱。 而大衛·赫爾柏林教授則認為男孩之間是不會提出這樣的要求的。

## 詩歌體現
有許多關於“古希臘少年愛”的引用來自古希臘墨伽拉的詩人特奧格拉斯（Theognis of Megara）為基爾羅斯所撰寫作品。特奧格拉斯的部分作品可能並不是他個人在墨伽拉所創作，而是代表了“幾代人智慧的累積”。這些詩歌反映的是“在特奧格拉斯的自我想像中，將有關社會、政治和道德戒律教導給基爾羅斯是他作為一個墨伽拉成年人應盡的義務”。
特奧格拉斯和基爾羅斯之間的關係脫離了一般分類。雖然基爾羅斯是特奧格拉斯想像出來的一位“被愛者”，但是這些詩歌無疑都是非常明顯地向“被愛者”求愛的挑逗情詩。他的一首描寫少年愛的詩歌，《悲歡離合》（The Joys and Sorrows） 很好地描述了很多“愛者”的心態，“情可追憶，唯留惘然”（the relationship, in any case, is left vague）。
特奧格拉斯描寫了一場在待克裏夫墓地附近舉行的，以友誼而聞名的青少年接吻大賽。他說，在那個時候稱呼他們為伽倪墨得斯是準確的。

## 神話及宗教
古希腊神话中，宙斯掠走伽倪墨得斯被认为是古希腊少年愛的开端，特奧格拉斯在跟他們說道：
|  | 這兒有一個故事，描述了愛上少年的快樂。克洛诺斯的兒子，眾神之王宙斯發現他愛上了伽倪墨得斯。於是他抓走了他，將他囚禁在奧林匹斯山。為了讓他保持如鮮花綻放般的美麗少年模樣，他賦予了伽倪墨得斯神格……所以，不用懷疑，西蒙尼特斯，我發現我也深深地對一個英俊男孩著迷。 |

古希臘神話中至少有50個少年男性被眾神仰慕的故事，這些少年分別成為了宙斯、波塞冬、阿波羅、奧菲斯、赫拉克勒斯、狄俄倪索斯、赫耳墨斯或潘的孌童。在希臘諸男性神祇中，除了戰神阿瑞斯之外都有少年愛的描寫。按照一些學者的研究，這種描寫代表了少年愛在古希臘啟蒙時代的重要性。
在對比古埃及和希伯來的文本之後，丹佛認為古希臘神話中的描寫只是體現了當時的希臘對與“公開”同性戀的寬容態度。

## 區域特徵

### 希臘東部地區
在爱奥尼亚和埃俄利亚（Aeolia）的一些少年愛習俗特色可以在阿克那里翁（Anacreon）和阿樂凱奧斯（Alcaeus）的詩作中看到。一個男人因為的勇敢和政治上的成熟而被人們讚譽，他的行為組成了斯克里亞（skolia）的象徵，並逐漸成為整個大陸的習俗。不像希臘中南部的多裏安人（Dorian），那裏的“愛者”通常終生只會有一個“被愛者”；而在愛奧尼亞和埃爾利亞，“愛者”的一生常常與多個“被愛者”一起度過。從阿樂凱奧斯的詩歌中我們得知，希臘東部的“愛者”們會經常邀請“被愛者”共進晚餐。

### 斯巴達地區
斯巴達，多裏安城邦之一，被認為是首個舉行裸體競技運動會的城市和首批承認少年愛合法的古希臘城邦之一。 斯巴達人認為，一個成熟有閱歷並且充滿造詣的貴族是一個年輕人成長成為自由公民的重要幫助力量。因此統治階級的教育要求斯巴達所有貴族、自由公民之間必須有“少年愛”關係。 “愛者”負責年輕的“被愛者”的培訓。在這裡，“少年愛”和軍事訓練緊密相聯。這一點，在斯巴達及其他古希臘地區都有體現。在雅典與斯巴達的戰爭中， 每場戰鬥開始前，他們都會向愛神厄洛斯祭祀。
這種關係的性質在當時也是有爭議的。色诺芬在他的作品《斯巴達憲法》（Constitution of the Lacedaimonians）中強調斯巴達男人和男孩之間的關係應該只是純潔的“理想上志同道合的朋友關係”，而不應該包括性行為。如果他們之間僅僅存在性吸引，那麼這種關係與亂倫一樣可憎。 普魯塔克則指出，當斯巴達男孩到了青春期時，就可以和年長的男性發生性關係。 學者伊良（Aelian）也有部分著作涉及斯巴達，他指出一個人如果沒有年輕的“被愛者”，那麼就會被視為有性格上的缺陷。即便他是優秀的，但還是會被認為有一處沒有做好。 但是伊良同時也指出，如果“愛者”和“被愛者”沉迷肉欲則會被視為對斯巴達榮譽的侮辱，那麼他們將不得不面臨選擇，要麼被流放，要麼以流血犧牲來贖罪懺悔。

### 墨伽拉地區
墨伽拉與斯巴達關係十分友好，因而在文化上也收到了斯巴達的影響，因而在風俗和法律上會效仿斯巴達。大約在公元前七世紀，墨伽拉也宣佈了少年愛的合法地位。 同時緊跟著斯巴達，墨伽拉也大力提倡裸體競技運動會。墨伽拉是賽跑運動員奧西普斯（Orsippus）的家鄉，他是第一個在古代奧運會賽跑比賽中裸體跑步的運動員，也是“第一個被全希臘加冕的裸體冠軍”。 墨伽拉的詩人特奧格拉斯在詩歌裏寫道裸體運動是少年愛的前戲，“白天的快樂就是裸著身體運動；夜間的愉悅則是與美麗的男孩而眠”。

### 雅典地區
與其他地區一樣，古代雅典的少年愛最早是在貴族之間流行，很快就普及到自由公民。古代雅典的陶器是現代學者瞭解當時少年愛風俗的重要考古來源， 陶器上描繪的青少年年紀從12歲到18歲不等。 一些古代雅典的法律規範了少年愛的關係。

### 玻俄提亚地區
底比斯地區的主要城邦便是玻俄提亚（Boeotia），以其“少年愛”的做法而聞名，其主要傳統就是在城市裏所創造的神話。例如：拉伊俄斯（Laius），底比斯傳說中的創立者，他背叛了他的父親，同時又強姦了他的兒子。另一個著名的底比斯神話人物便是納西瑟斯。
根據普魯塔克的說法，底比斯地區的少年愛是作為一種對未成年人的教育方式而存在。少年愛教導青少年們“從年輕時的軟弱變得勇敢”，同時“鍛煉青少年們的舉止和性格”。 底比斯圣队，這是由150對少年愛戀人所組成的戰鬥營，他們在公元前338年與馬其頓國王腓力二世在喀罗尼亚（Chaeronea）的戰鬥中，他們戰至最後一人。
玻俄提亚地區的陶器與雅典地區的陶器相比，並沒有發現具有約翰·畢茲萊所描述的三種少年愛場景特徵。在迄今被發現的有限的玻俄提亚陶器中，可以發現已經減少了有關當時少年愛風俗場景的作品。

## 現代學術研究
直到19世紀末，現代的學者們才開始探討古代希臘社會，例如：雅典、底比斯、克里特島、斯巴達、厄利斯及其他地區的道德觀。在首批提出探討的學者中，約翰·阿丁頓·西蒙茲（John Addington Symonds）做出了開創性的貢獻，他在1873年寫出了《一個有關古希臘倫理的問題》（A Problem in Greek Ethics）一書。由於作者本人的版權要求，這本書在1883年僅僅小範圍地發行了10本。直到1901年，這本著作才以修訂的形式正式出版。 愛德華·卡朋特（Edward Carpenter）擴大了西蒙茲的研究對象，在他1914年出版的著作《原始民族的中間形態》（Intermediate Types among Primitive Folk）中，他研究探討了全球所有文化中的同性戀風俗，而不僅僅是古希臘少年愛。 在德國，古典希臘研究學者保羅·勃蘭特（Paul Brandt）化名漢斯·李希特（Hans Licht）在1932年出版了《古希臘時代的性生活》（Sexual Life in Ancient Greece）一書。
然而在古希臘研究的主流做法中，都特意忽視了對同性戀文化的研究。E·M·福斯特在其1910年出版的小說《墨利斯的情人》就描寫了一個劍橋大學的古希臘文化教授指著一本古希臘文本對他的學生說，“有關古希臘那些不可告人的色情內容都被隱瞞了”。在20世紀40年代，H·馬歇爾（H. Mitchell ）寫道，“古希臘在道德方面是很特殊的，但是為了我們的和諧，過於密切的窺探變得有些不需要了”。直到肯尼斯·丹佛（Kenneth Dover）在1978年出版了他的著作《希臘同性戀史》（Greek Homosexuality）之後，有關這方面的討論才變得公開和廣泛起來。